# کلینتس ول (آریزونا)
کلینتس ول (به انگلیسی: Clints Well) یک منطقهٔ مسکونی در ایالات متحده آمریکا است که در آریزونا واقع شده‌است. کلینتس ول ۲٬۰۸۹ متر بالاتر از سطح دریا واقع شده‌است.